# ناوچه سبک کلاس ابهای
ناوچه سبک کلاس-ابهای (به انگلیسی: Abhay-class corvette) یک کلاس از کشتی‌های نظامی است که طول آن 57.6 meters می‌باشد.